# Trachyloma junghuhnii
Trachyloma junghuhnii là một loài rêu trong họ Pterobryaceae. Loài này được (Müll. Hal.) Mitt. mô tả khoa học đầu tiên năm 1861.